# Freddy nie żyje: Koniec koszmaru

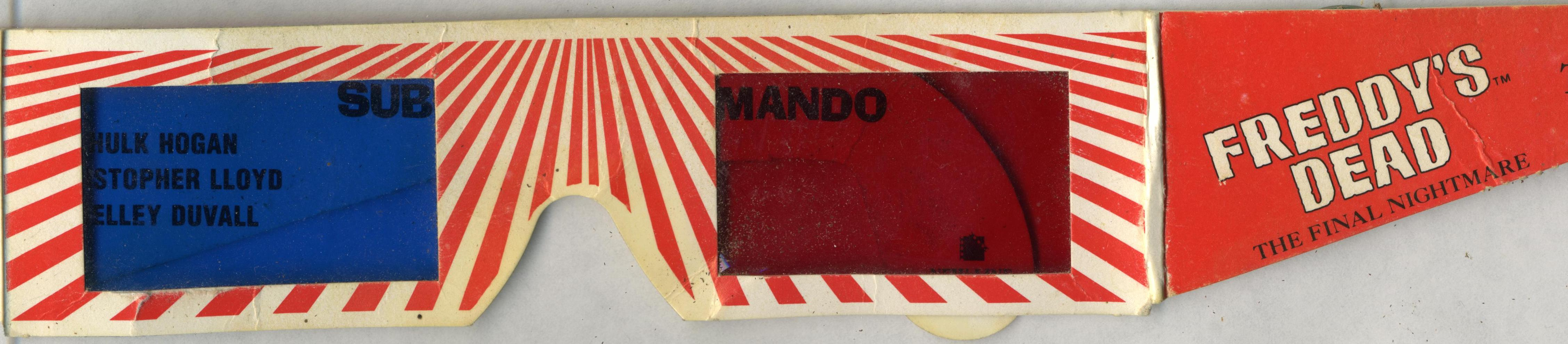
Okulary 3-D, w których film oglądali widzowie w kinach

Freddy nie żyje: Koniec koszmaru (ang. Freddy's Dead: The Final Nightmare) – amerykański film fabularny z 1991. Szósta część Koszmaru z ulicy Wiązów, z założenia mająca zakończyć serię, spotkała się jednak z dobrym przyjęciem przez fanów cyklu, dlatego powstały kolejne dwie części filmu. Epizodycznie w filmie pojawili się: Alice Cooper, Roseanne Barr, Tom Arnold oraz Johnny Depp, który wystąpił w pierwszej części produkcji.

## Fabuła
John Doe (imię i nazwisko nadawane niezidentyfikowanym osobom) trafia do zakładu dla trudnej młodzieży. Na miejscu poznaje doktor Maggie Burroughs, która – jak się okazuje – miewa sny takie same, jak jego. John i Maggie wybierają się do Springwood, by poznać prawdę o prześladującym ich w koszmarach upiorze. W wyprawie towarzyszy im kilkoro nastolatków. Okazuje się jednak, że psychopatyczny Freddy Krueger, zwabiając grupę do rodzinnego miasta, miał w tym pewien plan.

## Obsada
- Lisa Zane – Maggie Burroughs
- Shon Greenblatt – John Doe
- Lezlie Deane – Tracy
- Ricky Dean Logan – Carlos
- Breckin Meyer – Spencer
- Yaphet Kotto – Doc
- David Dunard – Kelly
- Marilyn Rockafellow – pani Burroughs
- Robert Englund – Freddy Krueger